# توماس ألفانو
توماس ألفانو (بالإنجليزية: Thomas Alfano)‏ هو سياسي أمريكي، ولد في 1 سبتمبر 1959 في بروكلين في الولايات المتحدة. حزبياً، نشط في الحزب الجمهوري. وقد انتخب عضو جمعية ولاية نيويورك.